# Brasserie La Lorraine
Pour les articles homonymes, voir Lorraine (homonymie).
La Lorraine est un restaurant parisien situé dans le 8e arrondissement de Paris. Créé en 1919, cet établissement est notamment connu pour son banc d’écaille et sa cuisine traditionnelle. Il se trouve place des Ternes entre la rue du Faubourg-Saint-Honoré et le boulevard de Courcelles.

## Historique
La Lorraine est créée en 1919, place des Ternes. L’établissement s’appelait alors le Café des Négociants, et est racheté par François Pouillages, un commerçant de bois et de charbon. Sa femme travaillait déjà dans le restaurant.
En 1924, après des travaux de rénovation et d’agrandissement, il le rebaptise La Lorraine, en hommage à la récupération récente du territoire aux Allemands, après la fin de la Première Guerre mondiale.
Au fil des années, La Lorraine gagne en notoriété et attire de nombreuses personnalités. Cela s’explique notamment par la proximité du théâtre de l'Empire, de la salle Wagram, ou encore de la salle Pleyel. C’est ainsi que l’on voit des personnalités telles que Charlie Chaplin, Jean Gabin ou encore  Clint Eastwood, réserver leur table à La Lorraine. S'y trouve aussi régulièrement Alexandre de Marenches, directeur de la DGSE.
En mars 2013, l’écailler du restaurant, Rabah Guechoud, a remporté le titre de meilleur écailler Île-de-France.
En juin 2013, l’établissement a obtenu le titre de maître restaurateur, qui met en avant les produits frais et faits maison.

## Architecture et décoration
En 2004, La Lorraine est rénovée par Jean-Pierre Heim. Le banc d’huître en granit et inox est rénové, de nouvelles fresques signées Pierre Bonnefille et des lustres de cristal Saint-Louis sont installés. Une mosaïque est découverte sur le sol de l’entrée pendant les travaux.
Ce site est desservi par la station de métro Ternes.